# テラローシャ

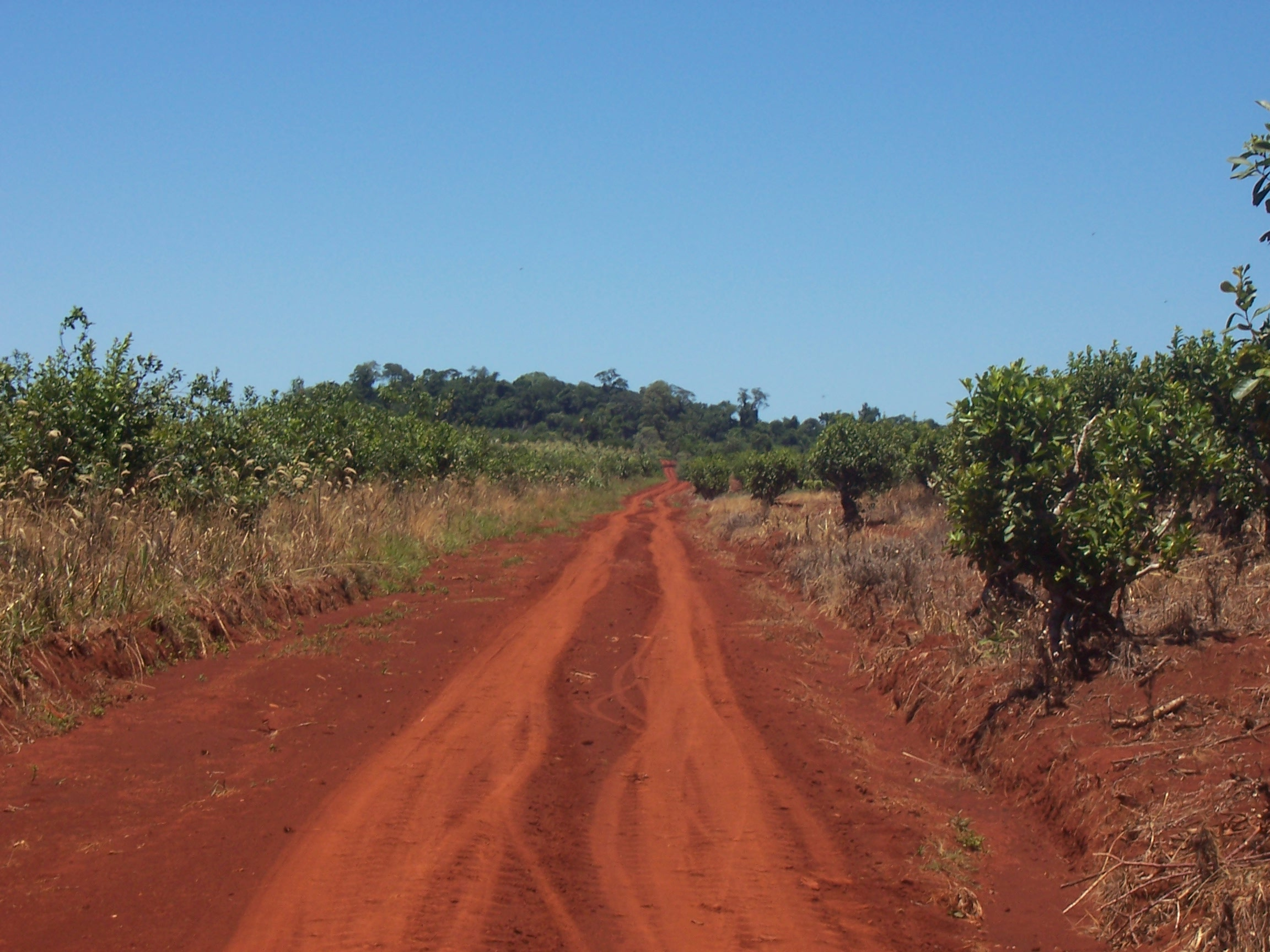
テラローシャの地域にある典型的な道（アルゼンチン ミシオネス州）

テラローシャ（ポルトガル語: terra roxa「赤紫色の土」）とは、ブラジル高原に分布する玄武岩や輝緑岩などの火山岩が風化した赤紫色の土壌で、間帯土壌に分類される。水はけが良く、コーヒーの栽培に適する肥沃な土壌である。現地での発音は「テ（ー）ハ・ホーシャ」に近い。